# Sânsimion
Sânsimion (en hongrois : Csíkszentsimon) est une commune située dans le județ de Harghita, dans la région historique de Transylvanie, au centre de la Roumanie. Elle se compose de deux villages principaux : Sânsimion (le siège de la commune) et Cetățuia. La commune se trouve à environ 16 kilomètres au sud-est de la ville de Miercurea-Ciuc, sur la rive gauche de la rivière Olt.

## Géographie
Sânsimion est localisé à 46° 13′ 56″ N et 25° 49′ 59″ E, dans une région montagneuse de la Transylvanie, à proximité du fleuve Olt. La commune couvre une superficie de 46,3 km². Elle bénéficie d'un environnement naturel riche, avec des paysages pittoresques qui attirent à la fois les résidents et les visiteurs.

## Démographie
La population de Sânsimion s'élevait à 3 407 habitants en 2021, ce qui lui donne une densité de 73,6 habitants par km². La région est marquée par une population majoritairement roumaine, mais une forte influence hongroise est également présente, notamment en raison de son passé historique et culturel.

## Histoire et monuments
La commune de Sânsimion possède un riche patrimoine historique, avec plusieurs monuments d'importance :
- L'église catholique St. Simion et Iuda du village de Cetățuia, construite au XIVe siècle, classée monument historique.
- L'église catholique du village de Sânsimion, construite entre 1823 et 1835.
- Le manoir Endes Miklós, également situé à Sânsimion, datant du XIXe siècle et classé monument historique.
- Le site archéologique Homokbánya, qui témoigne de l'histoire ancienne de la région.

Les visiteurs de la commune peuvent également admirer la beauté de la rivière Olt, qui traverse la région et constitue un point d'intérêt naturel.

## Administration
La commune de Sânsimion est une entité administrative autonome. Le chef de la commune est István-Florin Kozma, maire depuis 2016. La commune est administrativement composée des deux villages : Sânsimion et Cetățuia.

## Relations internationales
Sânsimion est jumelée avec la ville hongroise de Ózd, ce qui renforce les liens culturels et les échanges entre la commune roumaine et cette ville hongroise.